# Time Takes Time
Time Takes Time es el décimo álbum de estudio del músico británico Ringo Starr, publicado por la compañía discográfica Private Music en mayo de 1992. El disco, publicado tras la primera gira de Ringo con la All-Starr Band y después de superar un problema de alcoholismo durante la década de 1980, fue el primer trabajo discográfico del músico casi una década, tras el lanzamiento en 1983 de Old Wave. Producido por Don Was, Peter Asher, Jeff Lynne y Phil Ramone, Time Takes Time fue grabado de forma esporádica a lo largo de 1991 y está formado por canciones de compositores externos, con la participación de Ringo en tres temas.
A pesar de recibir buenas reseñas por parte de la prensa especializada, Time Takes Time obtuvo un escaso éxito comercial y no entró en ninguna lista de los discos más vendidos en los Estados Unidos ni en el Reino Unido.  

## Trasfondo
En febrero de 1987, Ringo Starr comenzó a trabajar en su primer álbum de estudio en nueve años. Las sesiones de grabación comenzaron en los 3 Alarm Studios de Memphis (Tennessee) con el productor Chips Moman. Las sesiones duraron varios días y fueron retomadas en los mismos estudios en abril. Una larga lista de sesiones bajo la producción de John Reid, representante de Elton John, fueron planeadas en los Mayfair Recording Studios de Londres en agosto, pero fueron suspendidas poco antes de comenzar. Durante su primera gira con la All-Starr Band, Starr comentó que Moman iba a publicar las sesiones de Memphis como álbum a pesar de su desacuerdo con los resultados. Debido a ello, Starr demandó a Moman en agosto. El Tribunal Superior de Fulton County, en una orden judicial emitida en enero de 1990, ordenó a Starr pagar los costes de las sesiones de Moman.

## Grabación
Starr se propuso inicialmente trabajar con cuatro productores musicales y seleccionar el mejor de ellos para grabar el álbum. Con la ayuda de Don Was, Peter Asher, Phil Ramone y Jeff Lynne, Time Takes Time fue grabado esporádicamente entre marzo y septiembre de 1991, con unas últimas sesiones en febrero de 1992. Jim Horn, que tocó el saxofón en el álbum, había trabajado anteriormente con Starr en el álbum Ringo en 1973. Las canciones de Time Takes Time fueron compuestas principalmente por compositores externos, con Starr coescribiendo tres canciones. Además, Time Takes Time marcó el comienzo de una estrecha alianza con Mark Hudson, que en el álbum asistió en los arreglos vocales a varias canciones producidas por Ramone. Starr y Hudson trabajaron posteriormente juntos en los álbumes Vertical Man (1998), I Wanna Be Santa Claus (1999), Ringo Rama (2003) y Choose Love (2005) y fundaron la compañía discográfica Pumkinhead Records.
Entre el 20 y el 31 de mayo de 1991, Starr grabó con Lynne cuatro canciones: «Don't Go Where the Road Don't Go», «After All These Years», «Don't Be Cruel» y «Call Me». Lynne remezcó posteriormente «Don't Go Where the Road Don't Go» en Ocean Way Studios. El 14 de septiembre, Starr grabó el tema «You'll Never Know», que apareció en la banda sonora del largometraje Curly Sue. Con Ramone como productor, Starr grabó las canciones «All in the Name of Love», «Runaways» y una versión de «All in the Name of Love». Por otra paerte, con Asher grabó «Thank You for Being a Friend», compuesta por Andrew Gold, «Golden Blunders» y «Angel in Disguise», una canción coescrita entre Paul McCartney y Starr. Las sesiones producidas por Was, respaldadas por Benmont Tench en los teclados, Mark Goldenberg en la guitarra y Bonnie Raitt en el bajo, incluyeron la grabación de «In a Heartbeat» y «Weight of the World», que incluyeron la colaboración de Brian Wilson y Jellyfish respectivamente en los coros.
Varias canciones fueron descartadas de la configuración final de Time Takes Time, como «Angel in Disguise». En una entrevista con Toronto Sun, McCartney comentó: «Ringo quería una estrofa más, de modo que le dije: "Vamos a escribir otra estrofa juntos. O puedes escribirla tú y habremos coescrito la canción". Entendí que había escrito una tercera estrofa. Si es otro "With a Little Help from My Friends", genial, y si no lo es, genial». La versión de «Don't Be Cruel» también fue descartada, aunque fue publicada como cara B del sencillo «Weight of the World» y como tema extra en la edición japonesa del álbum. Un tercer descarte, «Everybody Wins», fue publicada como cara B del sencillo «Don't Go Where the Road Don't Go», publicado exclusivamente en Alemania. Otros tres descartes nunca publicados hasta la fecha incluyeron «Thank You for Being a Friend», «Love Is Going to Get You» y «Call Me». Según Ramone, que produjo «Love Is Going to Get You»: «La canción era genial [...] pero no encajaba con el carácter de las canciones que hizo hasta entonces».

## Recepción
Publicado en mayo de 1992, Time Takes Time obtuvo mejores reseñas por parte de la prensa musical que discos anteriores y fue situado entre los mejores trabajos en solitario de Ringo. La revista musical Rolling Stone calificó el álbum como «el disco más consistente y despierto del batería desde Ringo. Sin embargo, el álbum fue recibido con indiferencia por el público y no llegó a entrar en ninguna lista de discos más vendidos. Solo el primer sencillo, «Weight of the World», alcanzó el puesto 74 en la lista UK Singles Chart, dando a Ringo su mejor resultado en su país natal desde la publicación en 1974 de «Only You (And You Alone)».
Desde su publicación, Time Takes Time ha vendido en torno a 70 000 copias en Estados Unidos, aunque según la discográfica, Private Music, sus ventas superan los 200 000 ejemplares. Time Takes Time fue además el último álbum de Ringo en ser publicado en disco de vinilo hasta la aparición en 2010 de Y Not.
A pesar de que llevó a cabo una segunda edición de su All-Starr Band para promocionar el álbum, Time Takes Time fue el único trabajo de Ringo bajo el sello Private Music, ya que rescindió su contrato a los pocos meses. Su manufacturación fue también suprimida pocos años después de su publicación.

## Lista de canciones
| N.º | Título                                            | Escritor(es)                                  | Duración |  |
| 1.  | «Weight of the World»                             | Brian O'Doherty, Fred Velez                   | 3:54     |  |
| 2.  | «Don't Know a Thing About Love»                   | Richard Feldman, Stan Lynch                   | 3:49     |  |
| 3.  | «Don't Go Where the Road Don't Go»                | Richard Starkey, Johnny Warman, Gary Grainger | 3:20     |  |
| 4.  | «Golden Blunders»                                 | Jonathan Auer, Kenneth Stringfellow           | 4:06     |  |
| 5.  | «All in the Name of Love»                         | Jerry Lynn Williams                           | 3:42     |  |
| 6.  | «After All These Years»                           | Starkey, Warman                               | 3:10     |  |
| 7.  | «I Don't Believe You»                             | Andy Sturmer, Roger Joseph Manning            | 2:48     |  |
| 8.  | «Runaways»                                        | Starkey, Warman                               | 4:51     |  |
| 9.  | «In a Heartbeat»                                  | Diane Warren                                  | 4:29     |  |
| 10. | «What Goes Around»                                | Rick Suchow                                   | 5:50     |  |
| 11. | «Don't Be Cruel» (Tema extra en edición japonesa) | Otis Blackwell, Elvis Presley                 | 2:08     |  |

## Posición en listas
| País    | Lista             | Posición |
| ------- | ----------------- | -------- |
| Austria | Ö3 Austria Top 40 | 19       |
| Suecia  | Albums Top 60     | 34       |

| Sencillo              | País     | Lista           | Posición |
| --------------------- | -------- | --------------- | -------- |
| «Weight of the World» | Alemania | Top 100 Singles | 51       |
| «Weight of the World» | Canadá   | RPM Hot Tracks  | 63       |
| «Weight of the World» | Suecia   | Singles Top 60  | 37       |
| «Weight of the World» | Suiza    | Singles Top 100 | 21       |